# 케리 헤이스
케리 헤이스(Kerrie Hayes, 1987년 ~ )는 잉글랜드의 배우이다.